# Луговое (Курская область)
Луговое — село в Хомутовском районе Курской области. Входит в состав Петровского сельсовета.

## История
В 1963 г. указом президиума ВС РСФСР деревня Студенок переименована в село Луговое.

## География
Село находится на реке Нестунь (правый приток Сейма), в 31,5 км от российско-украинской границы, в 90 км к западу от Курска, в 29,5 км к юго-востоку от районного центра — посёлка городского типа Хомутовка, в 14 км от центра сельсовета — села Поды.
Улицы
В селе улицы Кумовка и Садовая.
Климат
Луговое, как и весь район, расположено в поясе умеренно континентального климата с тёплым летом и относительно тёплой зимой (Dfb в классификации Кёппена).
Часовой пояс
Село Луговое, как и вся Курская область, находится в часовой зоне МСК (московское время). Смещение применяемого времени относительно UTC составляет +3:00.

## Население
| 2002 | 2010 |
| ---- | ---- |
| 490  | ↘176 |

## Инфраструктура
Личное подсобное хозяйство. Общеобразовательная школа. Церковь Архангела Михаила. В селе 266 домов.

## Транспорт
Луговое находится в 35 км от автодороги федерального значения М3 «Украина» (Москва — Калуга — Брянск — граница с Украиной), в 32 км от автодороги А142 (Тросна — М-3 «Украина»), в 15 км от автодороги регионального значения 38К-040 (Хомутовка — Рыльск — Глушково — Тёткино — граница с Украиной), в 4 км от автодороги межмуниципального значения 38Н-024 (Богомолов — Капыстичи — граница Рыльского района), на автодороге 38Н-022 (38Н-024 — Луговое — Мухино), в 24,5 км от ближайшего ж/д остановочного пункта Марица (линия Навля — Льгов I). Остановка общественного транспорта.
В 171 км от аэропорта имени В. Г. Шухова (недалеко от Белгорода).

## Достопримечательности
- Городище (X—XVII в.в.)[9]